# Francisco de las Casas
Francisco de las Casas y Saavedra (Trujillo, 1461 – 1536) fu un conquistador spagnolo che operò in Messico ed Honduras.

## Gioventù
Francisco de las Casas nacque a Trujillo. Nel 1513 las Casas era già sposato con Maria de Aguilar, figlia di Geronimo de Aguilar, ed aveva una casa a Trujillo. Aveva un figlio, Gonzalo. Cortés si riferisce a Francisco de las Casas come "mi primo" (mio cugino) nella sua quinta lettera alla corona spagnola. Anche Maria è cugina di Cortés.

## Al servizio di Hernán Cortés
Nell'ottobre del 1522, re Carlo V nominò Hernan Cortés come governatore della Nuova Spagna. Francisco de las Casas partì con Rodrigo de Paz, con cui portò questa notizia dalla Spagna al Messico, passando da Cuba. A Cuba furono fermati dal nemico di Cortés, Diego Velázquez de Cuéllar. Giunsero a Città del Messico nel 1523, e la notizia causò alcune celebrazioni. Cortés ricompensò Francisco de las Casas nominandolo capitano, e dandogli la città di Yanhuitlan in encomienda. Francisco fu eletto Alcalde Mayor di Città del Messico nel 1524.

## La colonia dell'Honduras
Nel gennaio del 1524 Cortés inviò il capitano Cristóbal de Olid a stabilire per suo conto una colonia in Honduras. Olid salpò con molte navi ed oltre 400 soldati e coloni. Per prima cosa si diresse a Cuba, per caricare i rifornimenti che Cortés aveva fatto preparare per lui, e dove il governatore Velázquez lo convinse ad andare e reclamare per conto suo la colonia che avrebbe insediato. Olid saplò da Cuba alla volta dell'Honduras, sbarcando a Triunfo de la Cruz dove si autodichiarò governatore.
Hernán Cortés, però, nel 1524 seppe dell'insurrezione di Olid e mise il cugino, Francisco de las Casas, a capo di molte navi che avrebbero riconquistato da Olid le terre di Cortés.  Las Casas perse buona parte della sua flotta in una serie di tempeste lungo la costa del Belize e dell'Honduras. Le sue navi giunsero a stento nella baia di Trujillo, dove Olid aveva stabilito il proprio quartier generale.
All'arrivo di Las, la maggior parte dell'esercito di Olid si trovava nell'entroterra, affrontando un'altra minaccia guidata dallo spagnolo Gil González Dávila. Nonostante questo Olid decise di attaccare con due caravelle. Las Casas rispose al fuoco e catturò le navi di Olid. In queste circostanze, Olid propose una tregua che fu accettata da Las Casas, il quale non sbarcò i propri uomini. Durante la notte, una forte tempesta ne distrusse la flotta, e circa un terzo dei suoi uomini morirono. I sopravvissuti furono fatti prigionieri dopo due giorni di assedio che azzerò le scorte alimentari. Dopo essere stati obbligati a giurare fedeltà ad Olid furono rilasciati. Las Casas fu invece tenuto prigioniero, raggiunto poco dopo da González.
I resoconti spagnoli raccontano due storie differenti su quello che accadde in seguito. In una versione gli uomini di Olid si ribellarono stringendo alleanza con las Casas, ed Olid fu processato e decapitato a Trujillo. In un'altra versione Olid fugge e si nasconde a Naco, dove las Casas lo trova e lo uccide durante uno scontro con i coltelli. 
Nel frattempo Cortés aveva marciato via terra dal Messico all'Honduras, arrivando nel 1525. Cortés ordinò la fondazione di due nuove città, Nuestra Señora de la Navidad, accanto all'odierna Puerto Cortés, e Trujillo, e nominò Francisco de las Casas governatore. Sia las Casas che Cortés salparono per il Messico prima della fine del 1525, dove Francisco fu arrestato da Estrada ed Alboronoz, e spedito in Spagna come prigioniero. Francisco tornò in Messico nel 1527, per poi tornare di nuovo in Europa con Cortés nel 1528.

## Insediamento e crescita
Si dice che, a Yanhuitlan, Cortés concesse a Maria de Aguilar, la moglie di Francisco, i semi di gelso per iniziare un'industria della seta grazie alla quale Yanhuitlan divenne famosa nel periodo coloniale. Nel 1567 Francisco assunse il pittore Andres de Concha per dipingere le immagini nel retablo della chiesa di Yanhuitlan, Oaxaca, sua encomienda.